# Communauté de communes Rhône-Valloire
La communauté de communes Rhône-Valloire était une communauté de communes inter-départementale située à cheval sur les départements de la Drôme et de l'Ardèche.

## Histoire
Créée en 1992, Rhône-Valloire fut la première communauté de communes de la région Rhône-Alpes à taxe professionnelle unique et une des premières de France.
Le président était alors Jacques CARCEL, lui succéda Freddy MARTIN ROSSET.
La Communauté de Communes Rhône-Valloire a fusionné le 1er janvier 2014 avec les communautés de communes les Deux Rives, la Galaure et les Quatre Collines pour devenir Communauté de communes Porte de DrômArdèche.

## Composition
Elle était composée de 14 communes  :
| Nom                      | Code Insee | Gentilé         | Superficie (km2) | Population (dernière pop. légale) | Densité (hab./km2) |
| ------------------------ | ---------- | --------------- | ---------------- | --------------------------------- | ------------------ |
| Albon                    | 26002      | Albonnais       | 25,62            | 1 825 (2014)                      | 71                 |
| Andance                  | 07009      | Andançois       | 6,52             | 1 163 (2014)                      | 178                |
| Andancette               | 26009      | Andancettois    | 5,98             | 1 331 (2014)                      | 223                |
| Anneyron                 | 26010      | Anneyronnais    | 36,23            | 3 875 (2014)                      | 107                |
| Beausemblant             | 26041      | Belsimiliens    | 11,67            | 1 414 (2014)                      | 121                |
| Champagne                | 07051      | Champenois      | 4,10             | 628 (2014)                        | 153                |
| Épinouze                 | 26118      | Épinouziens     | 11,21            | 1 630 (2014)                      | 145                |
| Lens-Lestang             | 26162      | Lenselois       | 16,41            | 814 (2014)                        | 50                 |
| Manthes                  | 26172      | Manthenois      | 6,83             | 669 (2014)                        | 98                 |
| Moras-en-Valloire        | 26213      | Morassiens      | 8,58             | 647 (2014)                        | 75                 |
| Peyraud                  | 07174      | Peyraudins      | 5,96             | 526 (2014)                        | 88                 |
| Saint-Étienne-de-Valoux  | 07234      | Stéphanois      | 2,36             | 287 (2014)                        | 122                |
| Saint-Rambert-d'Albon    | 26325      | Rambertois      | 13,41            | 6 204 (2014)                      | 463                |
| Saint-Sorlin-en-Valloire | 26330      | Saint-Sorlinois | 26,50            | 2 221 (2014)                      | 84                 |

## Sources
- BANATIC : Base Nationale de l'Intercommunalité
- Splaf
- Base ASPIC